# Adrapsa semicircularis
Adrapsa semicircularis är en fjärilsart som beskrevs av Lucas. Adrapsa semicircularis ingår i släktet Adrapsa och familjen nattflyn. Inga underarter finns listade i Catalogue of Life.